# Really Don’t Care
«Really Don’t Care» (рус. Действительно всё равно) — четвёртый сингл в поддержку четвёртого студийного альбома Деми Ловато «Demi». Песня была записана с британской певицей Шер Ллойд в 2013 году и выпущена в качестве сингла 20 мая 2014 года.

## О песне

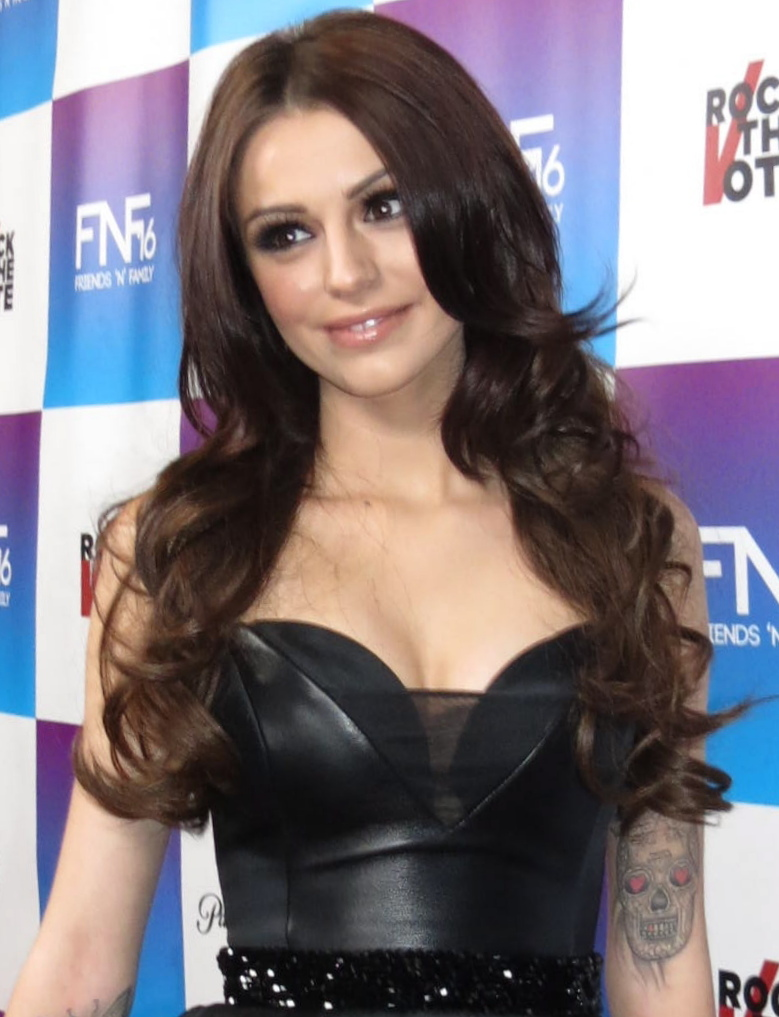
Шер Ллойд стала соавтором и исполнителем песни

Песня была написана и записана с британской певицей Шер Ллойд. Изначально Ловато планировала, что эта песня будет о расставании, о неповиновении парню. Примером тому служат строчки из песни, которые обращены к бывшему бойфренду: «Даже если звёзды и луна столкнутся, я не хочу, чтобы ты ко мне вернулся». В интервью Деми заявила: «Когда я писала эту песню, я думала о расширении прав и возможностей. Так я задумалась о запугивании и о ЛГБТ-сообществах, которые часто встречаются с запугиванием и принимают удары на себя».

## Коммерческий успех
Ещё до того, как песня стала синглом, «Really Don’t Care» дебютировала под номером 98 в чарте «Billboard Hot 100», став самой продаваемой песней (не объявленной синглом) с альбома «DEMI». После того, как «Really Don’t Care» стала синглом, песня расположилась на 26 месте в том же чарте, став 8 песней Ловато, которая вошла в Топ-40 и 6 песней, вошедшей в Топ-30. Также для Шер Ллойд это вторая песня, которая вошла в Топ-40 после её хита «Want U Back». «Really Don’t Care» стала третьим синглом Ловато, занявшим первое место в чарте «US Dance Chart», и первым синглом для Ллойд в этом же чарте.

## Выступления
Ловато уже исполняла эту песню до того, как она официально была объявлена синглом. После того, как песня стала синглом, Ловато исполнила её на финале 13 сезона «American Idol», на сессии летних концертов «Good Morning America», на вечернем шоу Сета Мейерса и на премии «Teen Choice Awards 2014». Ранее песня вошла в сет-лист «Neon Lights Tour». Позже «Really Don’t Care» стала заглавной песней мирового тура «Demi World Tour».

## Премии и номинации
| Год  | Премия                 | Категория                       | Композиция          | Результат |
| ---- | ---------------------- | ------------------------------- | ------------------- | --------- |
| 2014 | Young Hollywood Awards | «Песня лета/Воспроизведения DJ» | «Really Don’t Care» | Номинация |
| 2014 | MTV Video Music Awards | «Лучшее лирик-видео»            | «Really Don’t Care» | Номинация |
| 2014 | Teen Choice Awards     | Лучшая Летняя Песня             | «Really Don’t Care» | Победа    |
| 2014 | Teen Choice Awards     | Лучшая Песня О Расставании      | «Really Don’t Care» | Номинация |
| 2014 | VEVO Hot This Year     | Лучшее Женское Видео            | «Really Don’t Care» | Победа    |
| 2014 | VEVO Hot This Year     | Лучшее Видео с Посланием        | «Really Don’t Care» | Победа    |

## Список композиций
| - Цифровая загрузка 1. «Really Don’t Care (featuring Cher Lloyd)» — 3:21 2. «Really Don’t Care» (Demi Lovato Solo) только Radio Disney — 3:22 - Цифровые Ремиксы EP (Великобритания) 1. «Really Don’t Care (feat. Cher Lloyd)» — 3:20 2. «Really Don’t Care» (Cole Plante Remix) — 5:07 3. «Really Don’t Care» (DJLW Remix) — 4:30 4. «Really Don’t Care» (Digital Dog Club Remix) — 5:07 5. «Really Don’t Care» (Toy Armada & DJ GRIND Remix)- 5:35 - Цифровые Ремиксы (США) 1. «Really Don’t Care» (Cole Plante Remix) — 5:07 2. «Really Don’t Care» (Cole Plante Radio Remix) — 3:37 - Цифровой EP 1. «Really Don’t Care (feat. Cher Lloyd)» — 3:21 2. «Really Don’t Care» (DJLW Radio Edit) — 3:14 3. «Really Don’t Care» (Cole Plante Radio Remix) — 3:37 4. «Really Don’t Care» (Digital Dog Radio Remix) — 3:19 5. «Really Don’t Care» (Toy Armada & DJ GRIND Radio Remix)- 3:40 6. «Demi In London» (Video) — 2:22 - CD-сингл 1. «Really Don’t Care (feat. Cher Lloyd)» — 3:21 2. «Nightingale (Live)» — 3:38 3. «Really Don’t Care (Live)» — 3:32 4. «Neon Lights (Live)» — 4:26 | - Проморемиксы № 1 1. «Really Don’t Care» (Liam Keegan Remix) — 5:03 2. «Really Don’t Care» (Liam Keegan Mixshow) — 3:34 3. «Really Don’t Care» (Liam Keegan Radio Edit) — 3:02 4. «Really Don’t Care» (Liam Keegan Instrumental) — 5:03 5. «Really Don’t Care» (Beartooth Remix) — 3:20 6. «Really Don’t Care» (DJ Scooter Remix) — 4:58 7. «Really Don’t Care» (John Suraci Radio Mix) — 3:28 8. «Really Don’t Care» (John Suraci Remix) — 4:22 9. «Really Don’t Care» (Jump Smokers Instrumental Remix) — 3:28 10. «Really Don’t Care» (Jump Smokers Radio Mix) — 3:28 11. «Really Don’t Care» (Jump Smokers Remix) — 3:51 - Проморемиксы № 2 1. «Really Don’t Care» (Cole Plante Dub Remix) — 4:58 2. «Really Don’t Care» (Cole Plante Instrumental Remix) — 4:58 3. «Really Don’t Care» (Cole Plante Radio Mix) — 3:37 4. «Really Don’t Care» (Cole Plante Remix) — 5:07 5. «Really Don’t Care» (Digital Dog Club Remix) — 5:07 6. «Really Don’t Care» (Digital Dog Radio Mix) — 3:18 7. «Really Don’t Care» (DJLW Instrumental Remix) — 4:45 8. «Really Don’t Care» (DJLW Radio Mix) — 3:13 9. «Really Don’t Care» (DJLW Remix) — 4:30 10. «Really Don’t Care» (Toy Armada & DJ Grind Radio Mix) — 3:41 11. «Really Don’t Care» (Toy Armada & DJ Grind Remix) — 5:37 |

## Сертификации
| Регион                                                                      | Сертификация  | Продажи   |
| --------------------------------------------------------------------------- | ------------- | --------- |
| Норвегия (IFPI Norway)                                                      | Платиновый    | 60 000    |
| Великобритания (BPI)                                                        | Серебряный    | 200 000   |
| США (RIAA)                                                                  | 2× Платиновый | 2 000 000 |
| Данные о продажах + прослушиваниях приведены только на основе сертификации. |               |           |